# Chris Ritter
Christopher Jay Ritter (Winnetka, 29 oktober 1990) is een Amerikaans voetballer die bij voorkeur als middenvelder speelt. Hij stroomde in 2014 door van Chicago Fire Premier naar Chicago Fire.

## Clubcarrière
Op 13 januari 2014 tekende Ritter een 'homegrown' contract bij Chicago Fire. Hij maakte zijn debuut op 1 juni 2014 tegen Los Angeles Galaxy. Hij speelde in zijn eerste seizoen bij de club in tien wedstrijden, waarvan acht in de basis.